# Eucteniza relata
Espèce
Synonymes
- Favilla relatus O. Pickard-Cambridge, 1895
- Astrosoga rex Chamberlin, 1940
- Eucteniza rex (Chamberlin, 1940)
- Astrosoga stolida Gertsch & Mulaik, 1940
- Eucteniza stolida (Gertsch & Mulaik, 1940)

Eucteniza relata est une espèce d'araignées mygalomorphes de la famille des Euctenizidae.

## Distribution
Cette espèce se rencontre aux États-Unis au Texas et au Mexique au Nuevo León, au Tamaulipas et au Guerrero,.

## Publication originale
- O. Pickard-Cambridge, 1895 : Arachnida. Araneida. Biologia Centrali-Americana, Zoology. London, vol. 1, p. 145-160 (texte intégral).